# 미나미린칸역
미나미린칸역(일본어: 南林間駅, ちゅうおうりんかんえき)은 일본 가나가와현 야마토시에 위치한 오다큐 전철의 역이다. 역 번호는 OE 03이다.

## 역사
- 1929년 4월 1일: 미나미린칸토시역으로 영업 개시, "직통" 정차역이 됨. 또한, 각역정차는 신주쿠 ~ 이나다노보리토(현, 무코가오카유엔) 간에서만 운행되었음.
- 1941년 10월 15일: 미나미린칸역으로 역명 변경.
- 1945년 6월: "직통"이 폐지된 각역정차가 전 노선에서 운행되어 정차역이 됨.
- 1946년 10월 1일: 준급이 설정되어 정차역이 됨.
- 1955년 3월 25일: 통근 급행이 설정되고 정차역이 됨.
- 1965년 11월: 급행 정차역이 됨.
- 2012년 7월 26일: 행선지 안내기가 신설되고 사용 개시.

## 역 구조
상대식 승강장 2면 2선의 지상역에서 교상 역사를 갖는다.
과거에는 섬식 승강장 2면 4선에 특급 로망스 카 "에노시마"호 등의 우등 열차가 선행 열차를 추월할 수 있었다. 그러나, 급행 10량화로 인한 승강장을 6량에서 10량으로 연장할 때, 사가미오노 역과 야마토 역에 대피선이 정비되면서 대피선 2선(옛 1,4번 승강장)을 폐지하는 승강장을 10량 대응화하였다. 옛 2번 승강장을 신 1번 홈, 옛 3번 승강장을 신 2번 홈으로 변경하였다. 또한, 대피선 부지는 유료 자전거 주륜장이나 개찰구 층으로 가엘리베이터 등으로 전용되었다.
화장실은 개찰 내 대합실에 설치되어 있다. 병설된 다목적 화장실은 장루 설치 환자의 이용에도 대응하고 남녀별로 1칸씩 설치되어 있다.
2012년 7월 26일, 행선지 안내기가 신설되었다.

### 승강장
| 번호 | 노선        | 방향 | 행선                                  |
| ---- | ----------- | ---- | ------------------------------------- |
| 1    | 에노시마 선 | 하행 | 야마토・후지사와・가타세에노시마 방면 |
| 2    | 에노시마 선 | 상행 | 사가미오노・신주쿠・ 지요다 선 방면   |

## 역 주변

### 히가시구치
- 세실리아 여자 단기 대학
- 야마토 시립 쓰루마 중학교
- 야마토 시립 린칸 초등학교
- 야마토 시 린칸 학습 센터

### 니시구치
- Odakyu OX
- 세실리아 여중・고등학교
- 미나미린칸 역전 우체국
- 요코하마 은행 미나미린칸 지점
- 요코하마 신용 금고 미나미린칸 지점
- 히라쓰카 신용 금고 미나미린칸 지점
- 마쓰모토 기요시 미나미린칸점
- 야마토 경찰서 미나미린칸 역전 파출소

## 사진

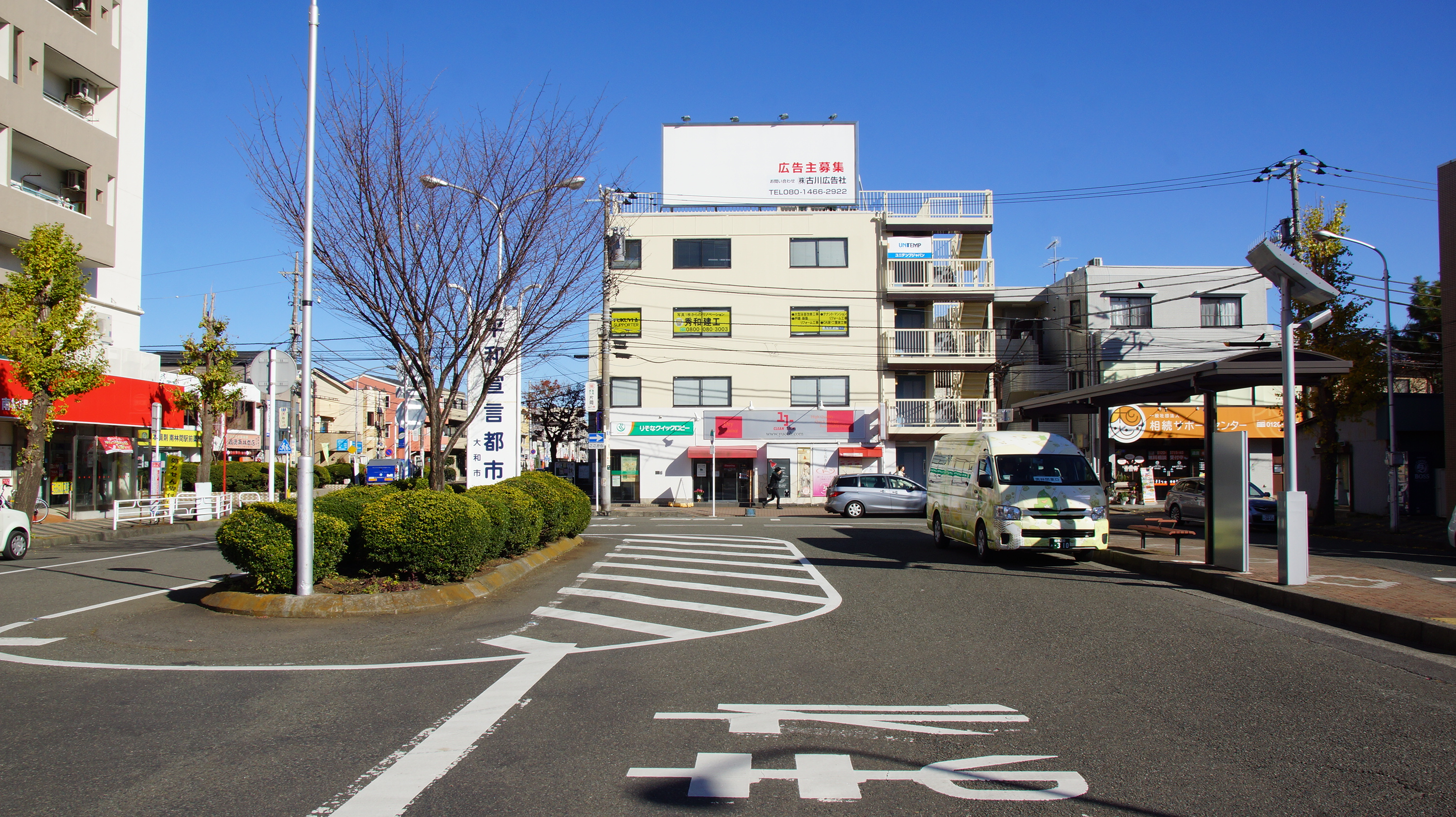
역전 광장(동쪽)
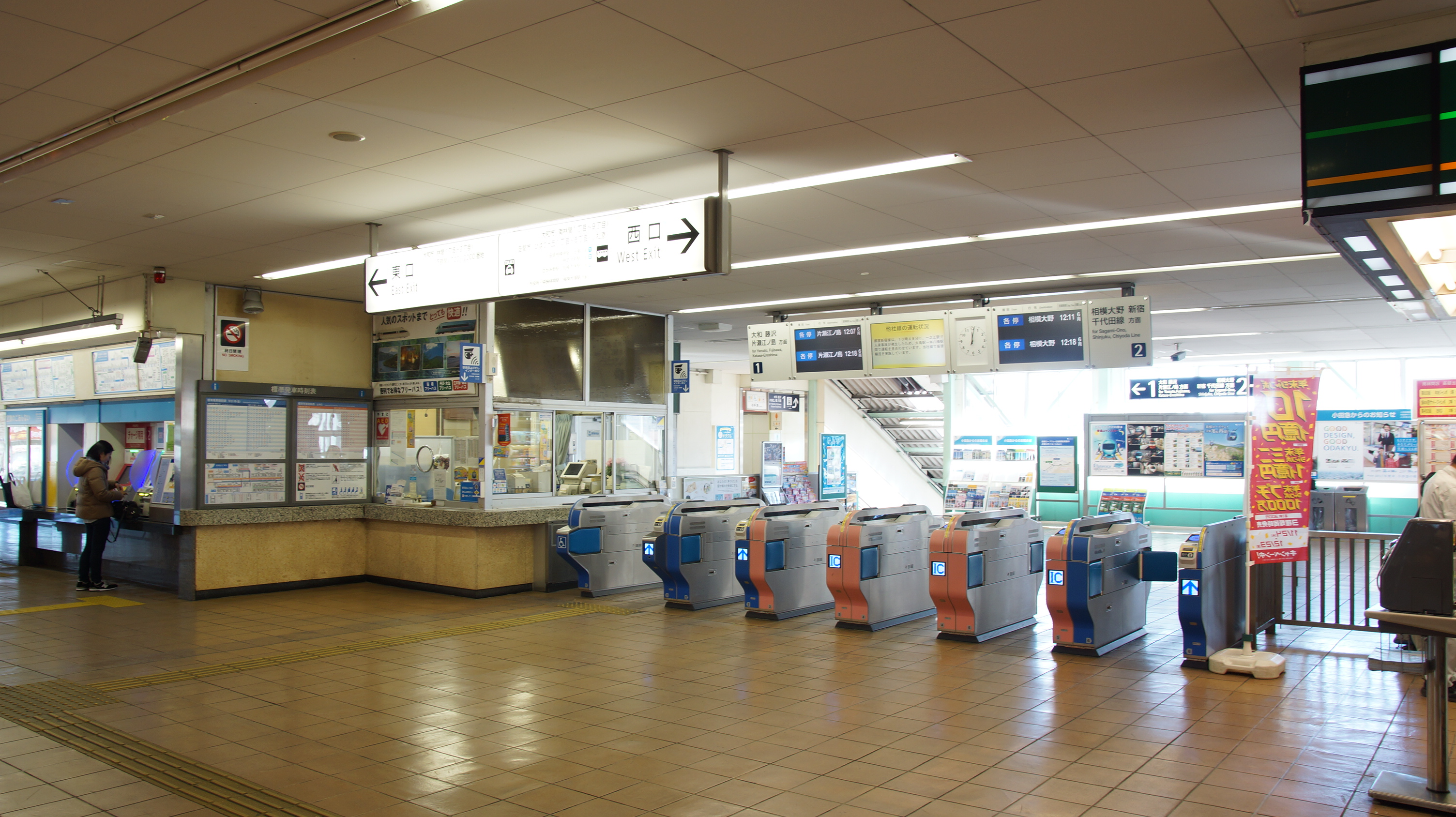
개찰구

## 인접역
| 오다큐 전철 에노시마 선    | 오다큐 전철 에노시마 선 | 오다큐 전철 에노시마 선          |
| -------------------------- | ----------------------- | -------------------------------- |
| OE 02 주오린칸 신주쿠 방면 | ■ 급행                  | 야마토 OE 05 가타세에노시마 방면 |
| OE 02 주오린칸 신주쿠 방면 | ■ 각역정차              | 쓰루마 OE 04 가타세에노시마 방면 |